# Дніпро (печиво)
«Здобне печиво Дніпро» — торговельна марка здобного печива, що виробляється в Україні з 1967 року.

## Історія

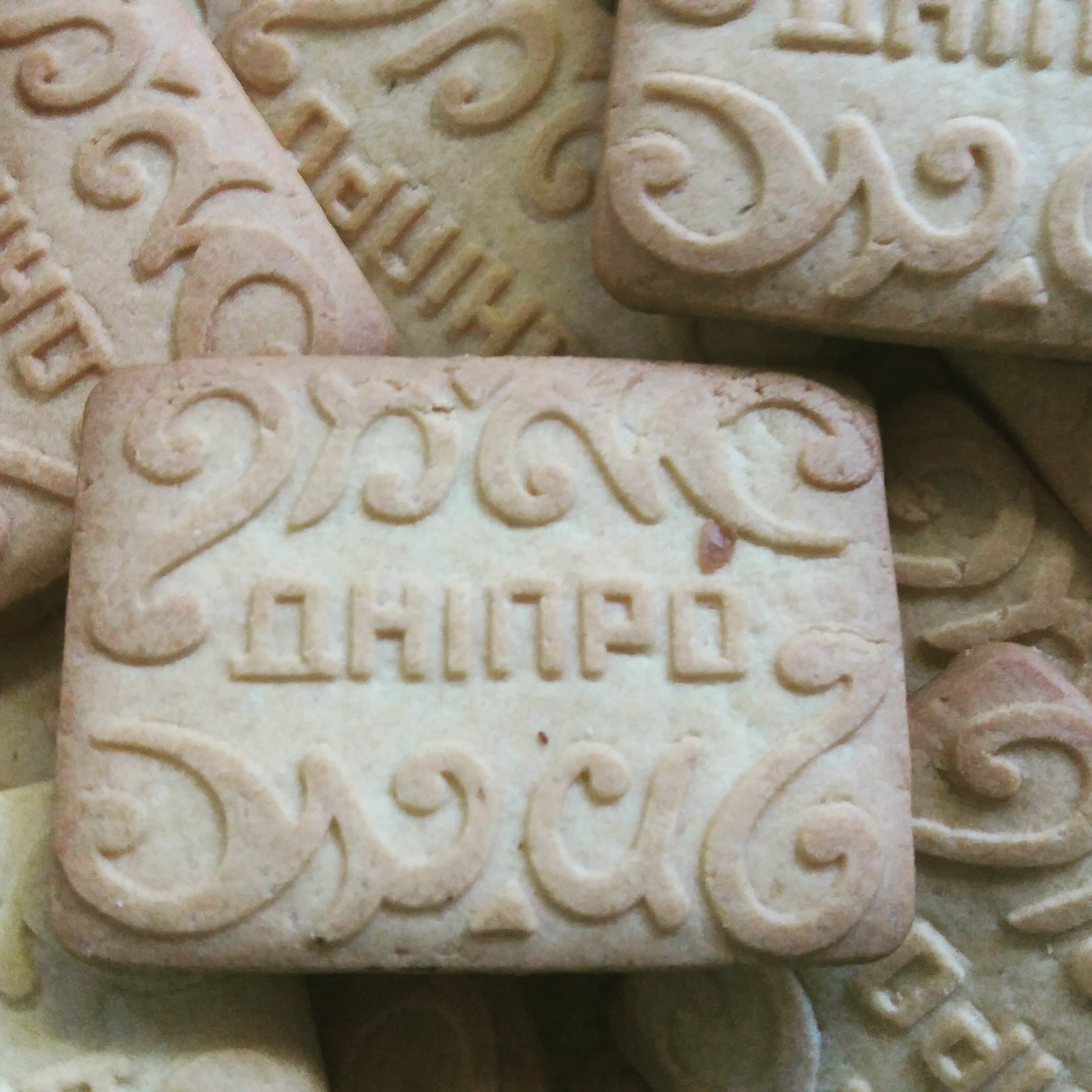
Здобне печиво Дніпро. Виробництво Дніпровського хлібокомбінату № 5UKR

Україна
«Здобне печиво Дніпро» — один з символів міста Дніпро.
Перший випуск печива «Дніпро», відбувся у 1967 році на Дніпропетровському заводі продтоварів (м. Дніпро, вул. Савченко 12). Цю подію присвятили 50 річчю революції.
Автор дизайну та рецептури — технолог Обласного управління харчової промисловості Леонова Олександра Агафонівна
У 1975 році печиву було надано Знак якості, що на той час підтверджувало не тільки високу якість, а й гарний смак, відсутність аналогів та велику популярність.
Смак печива почали називати «смаком з дитинства».
Леонову О. А. було нагороджено Орденом Трудового Червоного Прапора, який на той час вручався за великі трудові заслуги перед СРСР і суспільством в області виробництва, науки, культури.
На деякий час виробництво оригінального печива було припинено.
Споживачі почали згадувати печиво як втрачене надбання.
З метою захисту Українського бренду було зареєстровано знак для товарів — ТМ «Здобне печиво „ Дніпро“» (Свідоцтво № 136701 від 25.03.2011р).
У 2012 році Леоновою О. А. одержане Авторське свідоцтво на дизайн печива «Дніпро» (Свідоцтво про реєстрацію авторським правом на твір № 43355 від 17.04.2012 р., Видане Державною службою інтелектуальної власності України). З цього часу виробництво печива « Дніпро» з оригінальним дизайном та оригінальною рецептурою можливо тільки за Ліцензійним договором.

## Вшанування
У 2020 році на честь "Здобного печива Дніпро" на оглядовому майданчику парка імені Тараса Шевченко було встановлено бронзову мініскульптуру від проєкту Відчуй Дніпро 

## Виробництво
У 2017 році за ліцензійними умовами «Здобне печиво Дніпро» почало вироблятися на одному з провідних підприємств м. Дніпро «Дніпровський хлібокомбінат№ 5».Перед початком виробництва пакування печива одержало новий дизайн та сучасну торговельну марку «Здобне печиво Дніпро» (Свідоцтво № 277693 від 25.06.2020р).

## Дизайн
Головною ознакою печива є його дизайн.
Печиво має прямокутну форму збільшеного формату. По периметру розміщується орнамент у вигляді дніпровських хвиль.
У центрі — назва «ДНІПРО».

## Склад продукту
Оригінальну рецептуру № 338 затверджена 27 березня 1967 р. Головним інженером «Укрголовмісцхарчопрому» МХП УРСР М.Чубенком.
Склад печива та вдале поєднання інгредієнтів забезпечує відмінний  смак печива.
Склад: борошно вищого ґатунку, масло вершкове, цукрова пудра, маргарин, молоко згущене, мед, меланж, сіль, сода, інвертний сироп, амоній, есенція лимонна